# Пасір-Панджанг
Пасір-Панджанг — місцевість на південному заході Сінгапуру. У перекладі малай. pasir panjang означає «довгий пісок». У XIX столітті тут була довга смуга піщаних пляжів. На початку XX століття сюди змістився порт Сінгапуру. Вздовж берега Через Пасір-Панджанг тягнеться довга смуга пагорбів (кряж) — Кент-Рідж, раніше Пасір-Панджанг-Рідж, перейменований губернатором Сінгапуру 1954 року на честь візиту герцогині Кентської Марини та її сина 1952 року.
У січні 1942 року тут відбулася битва, в якій британський гарнізон Сінгапуру зазнав поразки від японської армії, що невдовзі призвело до капітуляції Сінгапуру в Другій світовій війні. Одне з бетонних кулеметних укріплень того часу збережено як музейний об'єкт.
На початку XXI століття південь місцевості займає промислова припортова зона, у північній частині знаходяться житлові квартали. Значна частина Кентського кряжу зайнята парком Кент-Рідж, в якому збережено ділянки вологого тропічного лісу.